# ТВ7-117
ТВ7-117 - російський газотурбінний двигун, розроблений компанією «Климов», на основі якого було створено ціле сімейство турбогвинтових (ТВД) і турбовальних (ТВАД) двигунів для застосування як силової установки літаків, вертольотів, а також двигунів для малих суден і кораблів. Є одним з найбільш економічних двигунів в своєму класі  .
Серійно випускається кооперацією підприємств: «Заводу імені В. Я. Климова », « ММП імені В. В. Чернишова » і «ОМП імені П. І. Баранова » .

## Конструкція
Конструкція двигуна виконана модульною; заміна модулів може бути виконана безпосередньо в умовах експлуатації, що значно знижує матеріальні і часові витрати на сервісне обслуговування і ремонт. 
Двигун виконаний за двохвальною схемою. Головними складовими частинами є: компресор, який включає 5 осьових ступенів і одну відцентрову; противоточна кільцева камера згоряння; осьова двоступенева турбіна компресора; осьова двоступенева вільна турбіна. Турбіна компресора і вільна турбіна пов'язані між собою тільки газодинамічним зв'язком.  

## Варіанти

### Турбогвинтові
ТВ7-117С
Перший варіант двигуна, який став в майбутньому основою для розробки сімейства двигунів різного призначення  . Розроблявся з 1980-х років в Уфімському ОКБ МАП СРСР під керівництвом А. Саркісова . У 1997 році отримав сертифікат типу АР МАК . Встановлювався на Іл-114, проте за твердженням гендиректора ТАПО В. П. Кучерова, з «сирим» двигуном перших серій з призначеним ресурсом в 800 годин і повітряними гвинтами СВ-34 з ресурсом в 1000 годин, літак був неконкурентоспроможний з зарубіжними аналогами, що призвело до заміни двигунів на більшості вироблених в Узбекистані бортів на Pratt & Whitney 127H з призначеним ресурсом 6000 годин  .
ТВ7-117СМ
Вдосконалений двигун для застосування на Іл-114-300, зі злітною потужністю 2650 кінських сил . У 2002 році отримано Сертифікат типу (Додаток № 114-Д / 04 до Сертифікату типу № 114-Д). Введена нова цифрова система автоматичного управління і контролю, збільшена безвідмовність, поліпшені експлуатаційна технологічність і ремонтопридатність. Створення цього двигуна визначено урядом Російської Федерації як пріоритетного проєкту розвитку вітчизняної авіаційної промисловості  . Однак у 2017 році було досягнуто згоди про встановлення на оновлений Іл-114 більш потужних двигунів ТВ7-117СТ, замість ТВ7-117СМ.
ТВ7-117СТ

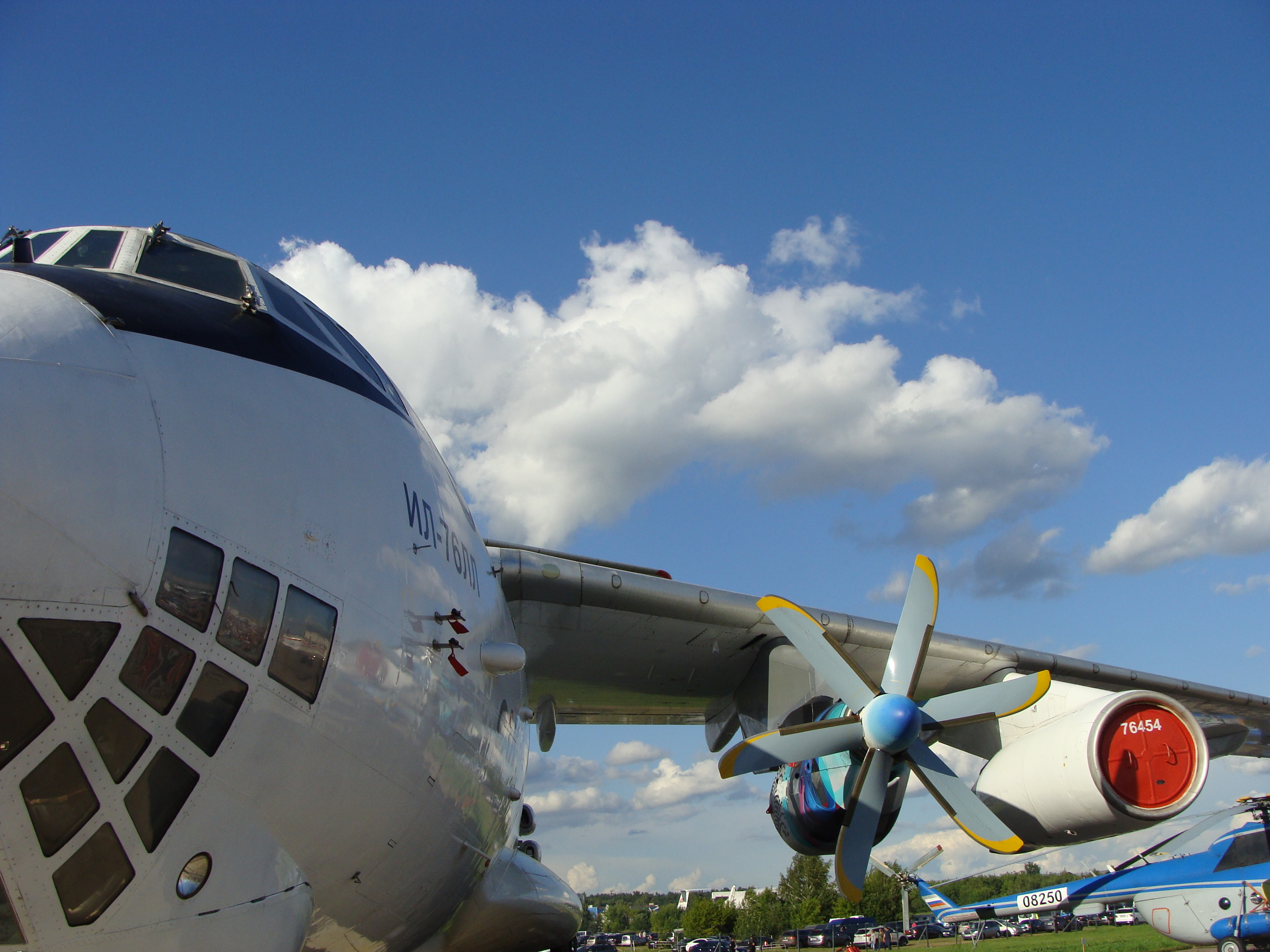
Іл-76 ЛЛ з експериментальним турбогвинтовим двигуном ТВ7-117СТ на авіасалоні МАКС-2017.

Вдосконалений варіант ТВ7-117СМ, Розроблявся з 2014 року компанією «Климов» для використання в літаках Іл-112В і Іл-114-300, виробництво розпочато в 2016 році. Потужність на максимальному злітному режимі 3000 л. с., на підвищеному надзвичайному режимі - 3600 л. с. При сухій масі не більше 500 кг двигун має питому витрату палива менше 200 грам на к. с. на годину.
Виробництво вільної турбіни і вузлів турбокомпресора для ТВ7-117СТ, а також збірка двигунів розгорнуті на «ММП імені В. В. Чернишова», одним з основних постачальників комплектуючих є " НВЦ газотурбобудування "Салют"  . У 2016 році почалися випробування двигуна . Створення цього двигуна визначено урядом Російської Федерації як пріоритетний проєкт розвитку вітчизняної авіаційної промисловості .
В серпні 2021 року пожежа в двигуні ТВ7-117СТ призвела до загибелі літака Іл-112.

### Турбовальні
ТВ7-117В

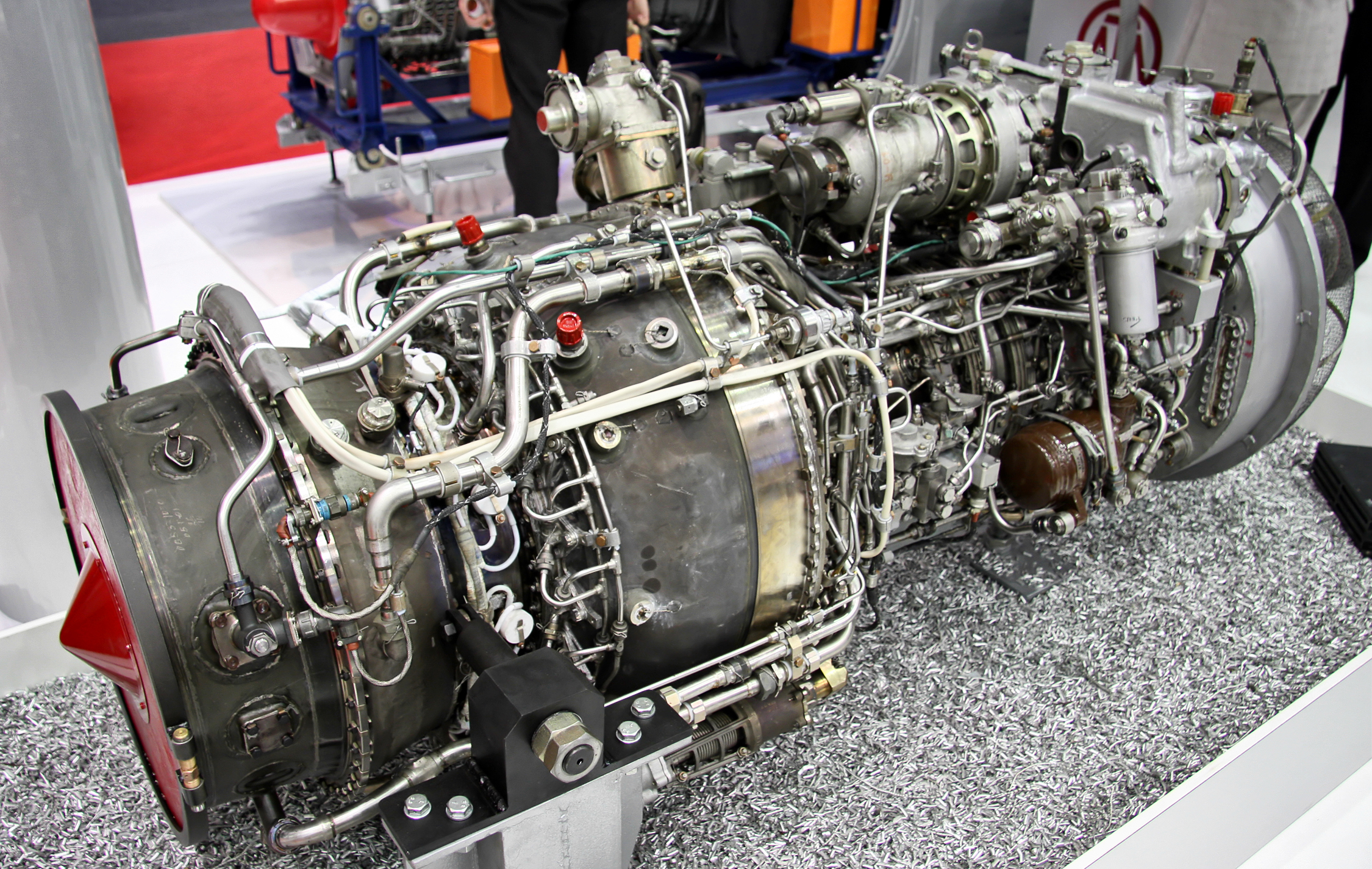
ТВ7-117В для Мі-38

Створення двигуна ТВ7-117В визначено урядом Російської Федерації як пріоритетний проєкт розвитку вітчизняної авіаційної промисловості . ТВ7-117В - версія з виводом вала відбору потужності вперед. Призначений для установки на вертольоти типу Мі-38 .
ТВ7-117ВК
Турбовальний двигун з виводом вала відбору потужності назад. Призначений для установки в вертольоти типів Мі-28, Ка-50 і Ка-52 .